# Plac Katedralny w Łodzi
Plac Katedralny im. Jana Pawła II (dawn. Rynek Bielnikowy, Rynek Fabryczny, pl. Fabryczny, pl. Szpitalny (lata 80. XIX w.), pl. ks. Ignacego Skorupki (1945–1949), pl. Katedralny (1949–1987), od 1988 pl. Katedralny im. Jana Pawła II) – plac położony przy ul. Piotrkowskiej w Łodzi.

## Historia
W latach 1824–1828, na południe od Nowego Miasta, pod nadzorem Rajmunda Rembielińskiego, utworzono osadę przemysłową, którą nazwano Łódka. W pierwszej kolejności wyznaczono 230 parcel wzdłuż ul. Piotrkowskiej przeznaczając je dla osadników trudniących się tkactwem bawełny i lnu. Podczas regulacji osady, dzisiejszy teren Placu Katedralnego, Rembieliński postanowił pozostawić dla siebie z zamysłem wybudowania domu mieszkalnego z ogrodem. Plany jednak zmienił i odsprzedał częściowo zabudowany plac Tytusowi Kopischowi, który mieszkał po drugiej stronie ulicy. Na początku lat 40. XIX w. władze miasta odkupiły plac od Kopischa.
Plac po raz pierwszy pojawił się na planie miasta Łodzi w 1841. Początkowo znajdowały się na nim jatki rzeźnicze oraz piekarnie. W wyniku wybudowania przy placu w latach 80. XIX w. szpitala św. Aleksandra, plac nazywano placem Szpitalnym. W 1902 rozpoczęto na środku placu budowę kościoła parafialnego pw. Stanisława Kostki (od 1921 bazyliki archikatedralnej). W 1988 po wizycie Jana Pawła II w łódzkiej katedrze, placowi nadano jego imię.
Plac zajmuje 2,74 ha.

## Pomniki na placu
- Grób Nieznanego Żołnierza – odsłonięty 22 marca 1925[5][6],
- Pomnik księdza Ignacego Skorupki – odsłonięty 15 sierpnia 1930[7], zburzony w listopadzie 1939 i odsłonięty ponownie w 1989[8],
- Pomnik Jana Pawła II – odsłonięty 4 czerwca 2000[9],
- Pomnik Ofiar Katastrofy Smoleńskiej – odsłonięty 19 maja 2017[10].